# CEDIS
CEDIS (Centre-Est Distribution) est une enseigne française de distribution créée à  Besançon et qui a fonctionné de 1965 à 1985.
En 1965, le groupe se constitue par la fusion de quatre sociétés de distribution par succursales : La Comtoise, Docks Francs-comtois et bourguignons, Économique bisontin, Comptoirs de la Bourgogne. Le groupe représentait 14 % des parts de marché alimentaire des régions de Bourgogne et Franche-Comté.
En 1977, le groupe CEDIS entre en possession de 91 % du capital des Économiques Troyens et Docks Réunis puis de la totalité en 1983. Elle achète ensuite les supermarchés RAVI au groupe Peugeot.
La CEDIS est rachetée par le Groupe Casino en 1985. 
En 1985, la CEDIS possédait 18 hypermarchés sous l'enseigne Mammouth et 116 supermarchés Suma et Ravi.